# Luiksebrug
De Luiksebrug is een liggerbrug over de Ring van Antwerpen in het district Borgerhout van de stad Antwerpen.
De brug verbindt de A13/E313 met de R10 Noordersingel.
De Luiksebrug mag niet verward worden met de Luikbrug, een voormalige brug in de haven van Antwerpen.